# Campeonato Peruano de Fútbol de 1917
El Campeonato Peruano de Fútbol de 1917, denominado como «VI Campeonato de la Liga Peruana de Football 1917», fue la 6.ª edición de la Primera División del Perú y la 6.ª edición realizada por la ADFP. El campeón fue el Sport Juan Bielovucic, que obtuvo su primer título y la Copa Escudo Dewar.
Se desarrolló entre el 27 de mayo a noviembre de 1917, con la participación de trece clubes de Lima y Callao bajo el sistema de todos contra todos en dos ruedas.
Ascendieron los clubes Sportivo Tarapacá, Unión Perú, Alianza Chorrillos, Fraternal Sporting Barranco y Escuela de Artes y Oficios de Lima. 
Al final del Torneo descendió de categoría la Escuela de Artes y Oficios.  
La organización del campeonato estuvo a cargo de la Liga Peruana de Foot Ball (LPFB), base de la Liga Distrital de Futbol de Lima - Cercado y de la Asociación Deportiva de Fútbol Profesional (ADFP).

## Ascensos
| Club                       | Ascendido como              |
| -------------------------- | --------------------------- |
| Alianza Chorrillos         | 1º en Segunda División 1916 |
| Unión Perú                 | Segunda División 1916       |
| Sportivo Tarapacá          | Segunda División 1916       |
| Fraternal Barranco         | Segunda División 1916       |
| Escuela de Artes y Oficios | Segunda División 1916       |

## Equipos participantes
| Club                       | Ciudad            | Fundación |
| -------------------------- | ----------------- | --------- |
| Alianza Chorrillos         | Chorrillos, Lima  | 1914      |
| Atlético Peruano           | Rímac, Lima       | 1910      |
| Escuela de Artes y Oficios | Cercado, Lima     | 1905      |
| Fraternal Barranco         | Barranco, Lima    | 1915      |
| Jorge Chávez N°1           | Cercado, Lima     | 1910      |
| Sportivo Jorge Chávez      | Callao, Callao    | 1913      |
| Sport Juan Bielovucic      | Cercado, Lima     | 1911      |
| Sport Alianza              | La Victoria, Lima | 1901      |
| Sport Inca                 | Rímac, Lima       | 1908      |
| Sport José Gálvez          | La Victoria, Lima | 1907      |
| Sportivo Tarapacá          | Cercado, Lima     | 1909      |
| Unión Miraflores           | Miraflores, Lima  | 1911      |
| Unión Perú                 | Cercado, Lima     | 1907      |

## Tabla de posiciones
El primer puesto de la tabla fue el Sport Juan Bielovucic y obtuvo la Copa Escudo Dewar, el segundo lugar fue para el Sport Alianza y en tercer lugar estuvo el Unión Miraflores.
| Pos. | Equipo                     | Pts. |
| ---- | -------------------------- | ---- |
| 1º   | Sport Juan Bielovucic      | 6    |
| 2º   | Sport Alianza              | 5    |
| 3º   | Unión Miraflores           | 5    |
| 4º   | Sportivo Tarapacá          | 4    |
| 5º   | Jorge Chávez N.º 1         | 4    |
| 6º   | Unión Perú                 | 3    |
| 7º   | Sport José Gálvez          | 2    |
| 8º   | Sport Inca                 | 2    |
| 9º   | Alianza Chorrillos         | 2    |
| 10º  | Fraternal Barranco         | 2    |
| 11º  | Atlético Peruano           | 1    |
| 12º  | Sportivo Jorge Chávez      | 1    |
| 13º  | Escuela de Artes y Oficios | 0    |

|  |         |
|  | Campeón |

|                           |
| Campeón Nacional          |
| Juan Bielovucic 1° título |
|                           |

## Equipos promovidos
- Sport Vitarte - Asciende a 1.ª División de 1918
- Sportivo Lima - Asciende a 1.ª División de 1918
- Sport Progreso - Asciende a 1.ª División de 1918
- Association Alianza - Asciende a 1.ª División de 1918

## Equipos no participantes
- Sport Tacna Nº 1

## Enlaces
- Espectáculo y autogobierno del fútbol, capítulo 4 de La difusión del fútbol en Lima, tesis de Gerardo Álvares Escalona, Biblioteca de la Universidad Nacional Mayor de San Marcos
- Tesis Difusión del Fútbol en Lima
- De Chalaca:El génesis
- retrofutbolas:Campeones y subcampeones del Fútbol Peruano